# ضد التفسير (كتاب)
ضد التفسير Against Interpretation- كتاب،غالبًا ما يتم نشره تحت عنوان (ضد التفسير ومقالات أخرى) وهو
عبارة عن مجموعة مقالات صدرت عام 1966 بقلم سوزان سونتاغ. ويتضمن بعضًا من أشهر أعمال سونتاغ، بما في ذلك "On Style"، والمقال الذي يحمل نفس الاسم "ضد التفسير". في الأخير، تجادل سونتاغ بأن النهج الجديد للنقد وعلم الجمال يهمل التأثير الحسي وجدة الفن، وبدلاً من ذلك يلائم الأعمال في تفسيرات فكرية محددة مسبقًا ويركز على "محتوى" أو "معنى" العمل. وصل الكتاب إلى نهائيات فئة الفنون والآداب في جائزة الكتاب الوطني.

## تقديم
"ضد التفسير" هو مقال سونتاغ المؤثر في كتابها "ضد التفسير ومقالات أخرى"، والذي يناقش الانقسامات بين نوعين مختلفين من النقد الفني والنظرية: التفسير الشكلي والتفسير المبني على المحتوى. تعارض سونتاغ بشدة ما تعتبره تفسيرًا معاصرًا، أي الإفراط في الأهمية الموضوعة على محتوى أو معنى العمل الفني بدلاً من الانتباه بشدة إلى الجوانب الحسية لعمل معين وتطوير مفردات وصفية لكيفية ظهوره. يظهر وكيف يفعل كل ما يفعله. إنها تعتقد أن تفسير الأسلوب الحديث له تأثير "ترويض" خاص: الحد من حرية الاستجابة الذاتية ووضع قيود أو قواعد معينة على المستجيب. الأسلوب الحديث للتفسير تحتقره سونتاغ بشكل خاص فيما يتعلق بالأسلوب الكلاسيكي السابق للتفسير الذي سعى إلى "تحديث الأعمال الفنية"، لتلبية الاهتمامات الحديثة وتطبيق القراءات المجازية. حيث كان يُنظر إلى هذا النوع من التفسير على أنه يحل الصراع بين الماضي والحاضر من خلال تجديد العمل الفني والحفاظ على مستوى معين من الاحترام والشرف، تعتقد سونتاغ أن النمط الحديث للتفسير قد فقد الحساسية ويسعى بدلاً من ذلك إلى "التنقيب...التدمير" "الجزء الفني.
تؤكد سونتاغ أن الأسلوب الحديث ضار للغاية للفن وللجمهور على حد سواء؛ فرض التأويل – "قراءات" خاطئة ومعقدة تبدو وكأنها تبتلع العمل الفني، إلى الحد الذي يبدأ فيه تحليل المحتوى في التدهور والتدمير. إن العودة إلى تجربة فنية أكثر بدائية وحسية وشبه سحرية هو ما ترغب فيه سونتاغ؛ على الرغم من أن هذا مستحيل تمامًا بسبب الطبقات السميكة من التأويل التي تحيط بتفسير الفن والتي أصبحت تحظى بالاعتراف والاحترام. تتحدى سونتاغ بجرأة النظريات الماركسية والفرويدية، مدعية أنها "عدوانية وغير تقية". تشير سونتاغ أيضًا إلى العالم المعاصر باعتباره عالم "فائض الإنتاج... الوفرة المادية" حيث تبلدت حواس المرء الجسدية وأبيدت بسبب الإنتاج الضخم والتفسير المعقد إلى حد فقدان تقدير شكل الفن. :   بالنسبة لسونتاغ، الحداثة تعني فقدان الخبرة الحسية وهي تعتقد (تأييدًا لنظريتها حول الطبيعة الضارة للنقد) أن متعة الفن تتضاءل بسبب هذا الحمل الزائد للحواس. بهذه الطريقة، تؤكد سونتاغ أن الأسلوب الحديث للتفسير يفصل حتماً بين الشكل والمحتوى بطريقة تلحق الضرر بالعمل الفني والتقدير الحسي للفرد للجزء الفني.
على الرغم من أنها تدعي أن التفسير يمكن أن يكون "خانقًا"، مما يجعل الفن مريحًا و"قابلاً للإدارة" وبالتالي يحط من نية الفنان الأصلية، إلا أن سونتاغ تقدم أيضًا حلاً للمعضلة التي ترى أنها وفرة في التفسير للمحتوى. وهذا يعني أن التعامل مع الأعمال الفنية بتركيز قوي على الشكل، من أجل "الكشف عن السطح الحسي للفن دون العبث به." نُشرت المقالة لأول مرة في المجلد 8، العدد 34 من مجلة Evergreen Review في ديسمبر 1964.

## محتوى الكتاب
تنقسم كتاب ضد التفسير إلى خمسة أقسام.

### القسم الأول
- "ضد التفسير" (1964)
- "على الاسلوب" (1965)

### القسم الثاني
- "الفنان كمتألم مثالي" (1962)
- "سيمون ويل" (1963)
- دفاتر كامو" (1963)
- "رجولة ميشيل ليريس" (1964)
- "عالم الأنثروبولوجيا كبطل" (1963)
- "النقد الأدبي عند جورج لوكاش" (1965)
- "القديس جينيه لسارتر" (1963)
- "ناتالي ساروت والرواية" (1963؛ تمت مراجعتها عام 1965)

### الفسم الثالث
- "يونسكو" (1964)
- "تأملات في النائب" (1964)
- "موت المأساة" (1963)
- "الذهاب إلى المسرح، وما إلى ذلك." (1964)
- "مارات / ساد / أرتود" (1965)

### القسم الرابع.
- "الأسلوب الروحي في أفلام روبرت بريسون" (1964)
- "جودار فيفر سا في" (1964)
- "خيال الكارثة" (1965)
- "مخلوقات جاك سميث المشتعلة (1964)"
- "مورييل رينيه" (1963)
- "ملاحظة حول الروايات والأفلام" (1961)

### القسم الخامس
- "التقوى بلا محتوى" (1961)
- "التحليل النفسي وحياة نورمان أو. براون ضد الموت" (1961)
- "الأحداث: فن التجاور الجذري" (1962)
- "ملاحظات حول "المعسكر"" (1964)
- "الثقافة الواحدة والإحساس الجديد" (1965).